# Nicolás Brizuela
Pour les articles homonymes, voir Brizuela.
 (août 2012).
Si vous disposez d'ouvrages ou d'articles de référence ou si vous connaissez des sites web de qualité traitant du thème abordé ici, merci de compléter l'article en donnant les références utiles à sa vérifiabilité et en les liant à la section « Notes et références ».
Nicolás « Colacho » Brizuela, né le 23 décembre 1949 à La Rioja et mort le 28 mars 2020 à Buenos Aires, est un guitariste et arrangeur argentin.

## Biographie
Natif de la Rioja (province du nord argentin), Nicolás Brizuela arrive à Buenos Aires à 17 ans. Guitariste autodidacte il apprend la musique tout d'abord avec ses frères avant de venir à la capitale.
À Buenos Aires, il poursuit des études de guitare classique avec Hector Ayala et Roberto Lara, de guitare jazz avec Walter Malosetti, et d'harmonie et de composition avec Pascual Herz, Marcelo Braga Saralegui et Dante Diorio.

« Musicien sensible et fin connaisseur des secrets du langage musical, il donne aux autres le plaisir de jouer sans effort, de jouer « sans s’en rendre compte ». Je me souviens du moment où en attendant une des représentations je lui ai demandé : « Dis-moi Colacho, qui t’a appris tout ça ? » Il a continué à jouer les yeux dans le vide et presque fièrement, il m’a répondu : « La faim ! » J’ai senti qu’il avait dit une vérité que je partageais aussi. J’ai pensé alors que peut-être la créativité venait de la nécessité, ou au moins elle en était stimulée. »

— Rodolfo Mederos
Il collabore[Quand ?] avec le chanteur Horacio Guaraní. Il accompagne Ruben Juarez en 1974-1975.

### Première collaboration avec Mercedes Sosa - 1977 / 1980
Nicolás Brizuela a collaboré avec nombre d'artistes, notamment la grande chanteuse argentine Mercedes Sosa, pour laquelle il fut arrangeur, directeur musical et guitariste pendant plus de 20 ans.
Sa première collaboration discographique avec Mercedes Sosa est en 1977 sur l'album "Mercedes Sosa interpreta a Atahualpa Yupanqui" (Philips). Peu de temps après, sous la dictature militaire, en 1978, ils sont tous les deux arrêtés lors d'un concert dans la ville de La Plata (Argentine). Il s'ensuit un procès, puis un départ en exil pour la France en 1979. Brizuela passe un an et demi à Paris avec Mercedes Sosa, jouant en duo en France et en Europe. Ils font salle comble lors d'une série de 10 représentations en duo au Théâtre de la Ville (Paris).

### Retour en Argentine - 1980
Nicolás Brizuela rentre en 1980 en Argentine, et travaille comme musicien de studio.

### Deuxième collaboration avec Mercedes Sosa - 1983 / 2004
Lors du retour de Mercedes Sosa en Argentine après des années d'exil, Nicolás Brizuela et Mercedes reprennent leur collaboration, qui va durer jusqu'en 2004.
Ensemble, ils ont tourné dans divers théâtres et stades autour du monde tels que : Carnegie Hall (New York), Royal Festival Hall (Londres), Madison 
Square Garden (NYC), Lincoln Center (NYC), Théâtre de l’Olympia (Paris), Théâtre de la Ville (Paris), Théâtre 
Philharmonique (Munich), Opéra House (Berlin), Cologne Philharmonic, Concert Théâtre Gelouw (Amsterdam), 
Colisée (Rome), Kennedy Center (Washington), Théâtre des Beaux-Arts (Porto Rico), Théâtre Teresa Carreño 
(Venezuela), Mann Auditorium (Israël), Festival de la Chanson Viña del Mar (Chili), Chapelle sixtine du Vatican, Stade Maracana (Rio de Janeiro).
À Buenos Aires : Théâtre Colón, Opéra, le Colisée, le Grand Rex, Luna Park (Buenos Aires), Stade Velez Sarsfield, et beaucoup d’autres stades et théâtres en Argentine.
Dans les années 1990, ils réalisent une tournée européenne avec Joan Baez et Konstantin Wecker.
En 2004, il joue avec Mercedes Sosa et Martha Argerich au Théâtre Colon.
Avec Mercedes Sosa, ils ont enregistré 27 albums et un DVD acoustique en Suisse, dont Nicolás Brizuela a réalisé les arrangements et la direction artistique.

### Une carrière solo
En 2001, Nicolás Brizuela tourne et enregistre Tangos (Warner Music) en duo avec la bandonéoniste argentin Rodolfo Mederos.
Le duo est très bien accueilli, comme en dénote cet extrait du journal La Nacíon : « il nous est rarement donné de nous noyer dans les secrets de la mélodie et l'harmonie d'un tango ou d'une milonga grâce aux phasés remplis d'émotions. Mederos et Brizuela nous donnent cette opportunité unique. Dans ses plis se loge la magie du tango glorieux du Buenos Aires ».
Puis en 2005, il se lance dans un projet solo, et enregistre le disque Tango 12 , pour guitare et contrebasse (Acqua Records).
En 2009, il décide de rendre hommage au pianiste Bill Evans et arrange ses thèmes pour guitare 7 cordes. Cela donne naissance à l'album Nos volveremos a ver pour guitare 7 cordes et quatuor à cordes (Sony Music).
En 2011, il collabore avec le bandonéoniste Dino Saluzzi, comme artiste invité du quintet de Dino Saluzzi. Ils enregistrent Valle de la infancia, qui sort sur le label ECM en 2012.
Entre 2011 et 2012 il enregistre en duo avec la bandéoniste et flûtiste Ninon Valder l'album Cuscaias, qui contient plusieurs thèmes de Nicolàs.
De 2013 à 2017, il transmet sa musique lors de différents stages en France, notamment au sein du Centre de Recherche pédagogique et vocale de Martina A. Catella : Les Glotte Trotters.
En 2015, avec Ninon Valder il fonde le CEREMUSA, Centre de Recherche de Musique et de Transmission Orale, basé à Bethon dans le Sud-Ouest de la Marne. La même année il crée Las Famatinas, trio vocal et instrumental de musique argentine, pour lequel il décide d'arranger le répertoire de folklore argentin. Leur disque Asi seguimos andando sort en février 2020, peu avant son décès.

## Récompenses
Pour ses enregistrements, Nicolás Brizuela a reçu les récompenses suivantes :
- Tangos: Grammy Latinos 2001 ;
- Tango 12: Warner Music Premios Carlos Gardel y Premios Clarín 2005.

## Influences / styles
Nicolás Brizuela est connu pour son style de jeu de guitare et ses arrangements dans le folklore argentin, dans lequel son style et son jeu de guitare a eu une très grande importance. Il développe un jeu adapté à ce folklore et l'utilise en live ou dans des enregistrements. Il se situe dans la lignée de Luis Amaya, Roberto Grela ou du duo Alfonso y Zabala.
Dans les dernières années de sa carrière musicale, Nicolás Brizuela joue avec un stick Chapman, instrument à cordes qui se joue en tapping inventé en 1969 en Californie.
Nicolás Brizuela a également eu une influence sur des musiciens français, dont la chanteuse Lehna, dont le répertoire développé dans plusieurs aires linguistiques (français, espagnol et anglais), comprend des chansons d'Amérique latine

## Discographie
Nicolás Brizuela a participé à l'enregistrement de nombreux disques, collaborant avec les musiciens suivant :
- Dino Saluzzi
- Rubén Juárez
- Rodolfo Mederos (en)
- Roberto Grela
- Víctor Heredia
- Ariel Ramírez
- León Gieco
- Raúl Garello (es)
- José Oyola
- Horacio Guaraní
- Teresa Parodi
- Los Chalchaleros
- Fito Páez
- Hermanos Albarracín
- Palermo Trío
- Alfonso y Zabala
- Chito Zeballos
- Daniel Toro (es)
- Ginamaría Hidalgo
- Julia Elena
- Dávalos
- Guillermo Fernández
- Alfredo Abalos
- Alberto Cortez
- Los Fronterizos
- Carlos Franzetti (es)
- Oscar Cardozo Ocampo (es)
- Julia Zenko (es)
- Suna Rocha (es)
- Mercedes Sosa

Pour l'instant quelques disques :
- "Mercedes Sosa interpréta a Atahualpa Yupanqui" (1977)
- Si se calla el cantor (1977) - Recopilacion
- Serenata para la tierra de uno (1979)
- Gravado ao vivo no Brasil (‘enregistré en concert au Brésil’) (1980).
- ¿Será posible el sur? (1984)
- Vengo a ofrecer mi corazón (1985)
- Corazón americano (1985, avec Milton Nascimento et León Gieco) - Enregistré en concert.
- Mercedes Sosa ’86 (1986)
- Mercedes Sosa ’87 (1987)
- Gracias a la vida (1987) - Compilation
- Amigos míos (1988)
- La Negra (1988), Polygram et Tropical Music.
- En vivo en Europa (1990) - Enregistré en concert.
- De mí (1991)
- 30 años (1993) - Compilation.
- Sino (1993)
- Gestos de amor (1994)
- Oro (1995) - Compilation
- Escondido en mi país (1996)
- Al despertar (1998)
- Misa Criolla (2000)
- Acústico (2002) - Enregistré en concert.
- Argentina quiere cantar (2003, avec Víctor Heredia et León Gieco)
- Tangos (2001)
- Tango 12 (2005)
- Nos volveremos a ver (2009)
- "Valle de la infancia" (ECM-2012)
- "Cuscaias" (Acqua Records - 2013)
- "Asi seguimos Andando" (Les belles écouteuses - 2020)